# Farakou Massa
Farakou Massa is een gemeente (commune) in de regio Ségou in Mali. De gemeente telt 14.700 inwoners (2009).